# Dickensian
Dickensian es un drama de televisión británico transmitido del 26 de diciembre del 2015 hasta el 21 de febrero del 2016 por medio de la cadena BBC One. La serie fue creada y coescrita por Tony Jordan.
El drama reúne a emblemáticos personajes creados por el famoso escritor británico Charles Dickens en un barrio victoriano de Londres, mientras que el inspector Bucket investiga el asesinato de Jacob Marley, el socio de Ebenezer Scrooge.
A finales de abril del 2016 se anunció que la serie había sido cancelada tras finalizar su primera temporada en febrero del mismo año.

## Historia
El drama estuvo ambientado dentro de los reinos ficticios de las aclamadas novelas de Charles Dickens, que reúne a algunos de sus personajes más emblemáticos y cómo sus vidas se entrelazan en el siglo XIX en Londres.

## Personajes

### Personajes principales
| Actor                 | Personaje             | Novela (Libro)               | Episodios | Duración    |
| --------------------- | --------------------- | ---------------------------- | --------- | ----------- |
| Tuppence Middleton    | Miss Amelia Havisham  | "Great Expectations"         | 20        | 2015 - 2016 |
| Joseph Quinn          | Arthur Havisham       | "Great Expectations"         | 19        | 2015 - 2016 |
| Tom Weston-Jones      | Meriwether Compeyson  | "Great Expectations"         | 19        | 2015 - 2016 |
| John Heffernan        | Jaggers               | "Great Expectations"         | 13        | 2015 - 2016 |
| Sam Hoare             | Matthew Pocket        | "Great Expectations"         | 5         | 2016        |
| Antonia Bernath       | Sally Compeyson       | "Great Expectations"         | 3         | 2016        |
| Ben Starr             | Capt. James Hawdon    | "Bleak House"                | 13        | 2015 - 2016 |
| Adrian Rawlins        | Edward Barbary        | "Bleak House"                | 14        | 2015 - 2016 |
| Alexandra Moen        | Frances Barbary       | "Bleak House"                | 20        | 2015 - 2016 |
| Sophie Rundle         | Honoria Barbary       | "Bleak House"                | 20        | 2015 - 2016 |
| Stephen Rea           | Inspector Bucket      | "Bleak House"                | 16        | 2015 - 2016 |
| Richard Cordery       | Sir Leicester Dedlock | "Bleak House"                | 9         | 2015 - 2016 |
| Stuart McQuarrie      | Reverendo Chadband    | "Bleak House"                | 1         | 2016        |
| Ukweli Roach          | Sargento George       | "Bleak House"                | 1         | 2015        |
| Oliver Coopersmith    | John Bagnet           | "Bleak House"                | 8         | 2015 - 2016 |
| Stuart McQuarrie      | Reverendo Chadband    | "Bleak House"                | 1         | 2016        |
| Peter Firth           | Jacob Marley          | "A Christmas Carol"          | 4         | 2015 - 2016 |
| Ned Dennehy           | Ebenezer Scrooge      | "A Christmas Carol"          | 13        | 2015 - 2016 |
| Robert Wilfort        | Bob Cratchit          | "A Christmas Carol"          | 15        | 2015 - 2016 |
| Jennifer Hennessy     | Emily Cratchit        | "A Christmas Carol"          | 15        | 2015 - 2016 |
| Pheobe Dynevor        | Martha Cratchit       | "A Christmas Carol"          | 11        | 2015 - 2016 |
| Brenock O'Connor      | Peter Cratchit        | "A Christmas Carol"          | 12        | 2015 - 2016 |
| Zaak Conway           | Tiny Tim Cratchit     | "A Christmas Carol"          | 11        | 2015 - 2016 |
| Mark Stanley          | Bill Sikes            | "Oliver Twist"               | 14        | 2015 - 2016 |
| Anton Lesser          | Fagin                 | "Oliver Twist"               | 15        | 2015 - 2016 |
| Leonardo Dickens      | Oliver Twist          | "Oliver Twist"               | 3         | 2016        |
| Wilson Radjou-Pujalte | Artful Dodger         | "Oliver Twist"               | 5         | 2016        |
| Bethany Muir          | Nancy                 | "Oliver Twist"               | 12        | 2015 - 2016 |
| Richard Ridings       | Mr. Bumble            | "Oliver Twist"               | 15        | 2015 - 2016 |
| Caroline Quentin      | Mrs. Bumble           | "Oliver Twist"               | 15        | 2015 - 2016 |
| Jack Shalloo          | Oficial Duff          | "Oliver Twist"               | 4         | 2016        |
| Ellie Haddington      | Fanny Biggetywitch    | -                            | 9         | 2015 - 2016 |
| Benjamin Campbell     | El Niño               | -                            | 8         | 2015 - 2016 |
| Karl Johnson          | El Abuelo             | "The Old Curiosity Shop"     | 3         | 2015        |
| Imogen Faires         | Nell                  | "The Old Curiosity Shop"     | 11        | 2015 - 2016 |
| Omid Djalili          | Mr. Venus             | "Our Mutual Friend"          | 10        | 2015 - 2016 |
| Christopher Fairbank  | Silas Wegg            | "Our Mutual Friend"          | 14        | 2015 - 2016 |
| Pauline Collins       | Mrs. Gamp             | "Martin Chuzzlewit"          | 15        | 2015 - 2016 |
| Laurel Jordan         | Daisy                 | "Barnaby Rudge"              | 15        | 2015 - 2016 |
| Amy Dunn              | Mary                  | "The Pickwick Papers"        | 10        | 2015 - 2016 |
| Paul Lancaster        | Lowten                | "The Pickwick Papers"        | 2         | 2016        |
| Richard Durden        | Mr. Thomas Gradgrind  | "Hard Times"                 | 9         | 2015 - 2016 |
| Richard Cunningham    | Reverendo Crisparkle  | "The Mystery of Edwin Drood" | 2         | 2016        |
| Mike Burnside         | Mayor Bagstock        | "Dombey and Son"             | 2         | 2016        |

### Personajes recurrentes
| Actor           | Personaje          | Novela (Libro) | Episodios | Duración    |
| --------------- | ------------------ | -------------- | --------- | ----------- |
| Eliza Jones     | Rose               | -              | 3         | 2015 - 2016 |
| Steve Munroe    | Oficial            | -              | 2         | 2015 - 2016 |
| Stephen Walters | Manning            | -              | 2         | 2016        |
| John Street     | Bruiser Jones      | -              | 1         | 2016        |
| Steve Speirs    | Inspector Thompson | -              | 1         | 2016        |
| Gary Oliver     | Mr. Norton         | -              | 1         | 2016        |
| Jody Halse      | Turnkey            | -              | 1         | 2016        |